# محرك شطرنج
محرك الشطرنج هو برنامج حاسوبي يختص بالشطرنج يدرس ويحلل ويقيم وضعيات الشطرنج أو متغيرات الشطرنج ويولد قائمة من النقلات المقترحة التي يُعتبر أنها الأفضل والأقوى. مُحرك الشطرنج هو في العادة النهاية الخلفية مع واجهة سطر الأوامر في النهاية الأمامية من دون رسوميات أو نوافذ [الإنجليزية]
. عادة ما تُستخدم المحركات مع نهاية أمامية هي واجهة مستخدم رسومية على شكل نافذة مثل تشاسبايس أو أكسبورد التي يمكن للمستخدم التفاعل معها عبر لوحة مفاتيح، فأرة أو شاشة لمس. هذا يسمح للمستخدم باللعب ضد عدة محركات من دون تعلم واجهة مستخدم رسومية جديدة لكل محرك، ويسمح لمختلف محركات الشطرنج باللعب ضد بعضها البعض.
خلال الأعوام الماضية تم توفير محركات شطرنج للهواتف المحمولة والأجهزة اللوحية وهو ما يجعل استخدامها سهلاً، ومن هذه المحركات: ستوكفيش وكومودو وهوديني وريبكا وآخرين.